# Comtat d'Herbauges
El comtat d'Herbauges fou una jurisdicció feudal de França formada per les senyories del baix Poitou creada per tal de lluitar eficaçment contra l'amenaça normanda.

## Geografia
El comtat d'Herbauges abraçava el baix Poitou amb l'actual país de Retz, més el nord de la Vendée, des de les illes costaneres (Noirmoutier, Bouin), fins a Tiffauges, la vall de Clisson i els Mauges a l'interior.

## Història
El 820, els normands amenaçaven Noirmoutier, i van cremar el priorat de Beauvoir, apoderant-se de l'illa de Bouin, que van saquejar i van fer presoners els seus habitants, marxant carregats de botí cap al seu país. De cara a enfrontar les seves ràtzies i les amenaces permanents que exercien sobre les poblacions baix Poitou, els senyors van decidir organitzar la defensa i la resistència a aquestos invasors.
Per protegir a la vegada les illes amenaçades i la part continental veïna, es va decidir la creació del comtat d'Herbauges, una vasta possessió militar que tenia per capçalera a Ratiatum, avui Rezé, delimitat probablement al nord pel Loira, a l'est pel Sèvre de Nantes, al migdia pel Gran Lay, a l'oest per l'oceà Atlàntic. Dos pagus menys considerables, Mauges i Tiffauges, es trobaven incorporats dins aquestos límits. Aquest comtat, anomenat Herbauges, agrupava doncs forces militars bastant importants, podent marxar en cas d'emergència als punts amenaçats.
El 830, els normands s'apoderaren de Noirmoutier cremant i destruint el monestir. Renald o Rainald, comte d'Herbauges, va recuperar Noirmoutier amb forces considerables.
El 835, els normands es van presentar, davant el port anomenat la Conxa (La Conque), amb nou naus portant als seus flancs una cavalleria nombrosa. Van desembarcar, però la resistència valenta de Renald i dels insulars que es van posicionar en massa a les muralles, va aturar als vikings. Molts cavallers i infants normands van morir en la lluita; volent venjar aquest fracàs, els vikings van tornar alguns mesos més tard, amb forces més considerables, s'apoderaren de l'illa de Noirmoutier, abandonada pels frares i els habitants, i en van fer una mena de quarter general on portaven el botí de les seves expedicions.
El 841 Lambert II de Nantes i el comte Ricuí de Nantes van combatre en bàndols oposats a la batalla de Fontenoy-en-Puisaye el 25 de juny del 841. Ricui va morir a la lluita; Lambert considerava el comtat de Nantes con el seu territori legítim però el rei de França Carles II el Calb no li va concedir i el va donar a Renald, comte d'Herbauges. LLavors Lambert va abandonar el partit del rei i es va unir al rei bretó Nominoë.
Renald de Nantes i Herbauges va derrotar a Lambert de Nantes i als seus aliats els bretons de Nominoé i els vikings d'Hasting a la batalla de Messac però poc després, fou derrotat i mort a Blain el 24 de maig 843. Els nantesos es van negar a reconèixer a Lambert com a comte perquè aquest era sospitós d'haver guiat als normands que el 24 de juny van saquejar la ciutat i van matar el bisbe a la seva catedral. Després de la sortida dels seus aliats, Lambert es va fer amo finalment de Nantes.
El 844 Lambert va matar en un combat al comte Bernat II de Poitiers i al fill i successor de Renald, Hervé comte d'Herbauges. El comtat d'Herbauges fou cedit a Rangenold, possible germà d'Hervé (que fou marquès de Nèustria enfront de Bretanya el 878.
Al tractat d'Angers del 851, Carles II el Calb concedí les insígnies de la reialesa a Erispoé, amb els comtats de Rennes i de Nantes així com el país de Retz que formava la part nord d'Herbauges. Amb això l'antiga Marca de Bretanya quedava incorporada totalment al regne de Bretanya.
Quan Carles el Calb va crear les marques de Nèustria (una front als bretons i una front als normands) en va donar una (la dels normands) al senescal Adalard, contra les pretensions dels rorgònides que governaven el Maine amb els quals Rangenold estava emparentat (era cosí de Rorgo II i de Gasfred, comtes successius de Maine successors de Rorgó I), Rangenold, Rorgó, Gausfred i el rei Salomó de Bretanya es van aliar; el 865, quan ja Gausfrad havia succeït a Rorgó II, el rei va decidir retirar la marca a Adalard i donar-la a Gausfred a canvi de la submissió dels rebels. El 878 com que els fills de Gausfred eren massa joves per succeir-lo (tant a Maine com a la Marca) el poder va passar al seu cosí Ragenold d'Herbauges, que fou llavors comte de Maine i marquès de Neustria. El 25 de juliol del 885, els normands van saquejar Rouen. Ragenold va marxar en ajut de la ciutat i va morir en la lluita. Ja no es coneix cap altre comte d'Herbauges. El comtat de Nantes i el país de Retz van caure sota influència dels Plantagenets amb Folc I d'Anjou (que va rebre el comtat de Nantes que formara la zona de disputa entre Bretanya o Anjou fins al segle xiii. Els normands van continuar fent expedicions al comtat d'Herbauges i més enllà fins al cor del Poitou i cap a Aquitània durant la resta del segle i el següent però a l'inici del segle xi el comte de Poitou, Guillem V, a qui devia retornar el territori, va derrotar finalment als normands; Herbauges estava cobert de torres i fortaleses.

## Llista de Comtes
- Renald (Rainald, Reinald) vers 830-843
- Hervé 843-844
- Ragenold 844-885

## Relació de Ragenold amb els comtes de Maine
|                                  |                                  |                                  |                                  |                                  |                                  |  |  |                                       |                                       |                                       |                                       |                                       |                                       |  |  |                                     |                                     |                                     |                                     |                                     |                                     |  |  | Gauslí I del Maine x Adeltruda             |                                            |                                            |                                            |                                            |                                            |  |  |                               |                               |                               |                               |                               |                               |  |  |                                  |                                  |                                  |                                  |                                  |                                  |  |  |                                            |                                            |                                            |                                            |                                            |                                            |  |  |                                            |                                            |                                            |                                            |                                            |                                            |  |  |          |          |          |          |          |          |  |  |  |  |  |  |  |  |  |  |  |  |  |  |  |  |  |  |  |  |  |  |  |  |  |  |  |  |  |  |  |  |  |  |  |  |  |  |  |  |  |  |  |  |  |  |  |  |  |  |  |  |  |  |  |  |
|                                  |                                  |                                  |                                  |                                  |                                  |  |  |                                       |                                       |                                       |                                       |                                       |                                       |  |  |                                     |                                     |                                     |                                     |                                     |                                     |  |  |                                            |                                            |                                            |                                            |                                            |                                            |  |  |                               |                               |                               |                               |                               |                               |  |  |                                  |                                  |                                  |                                  |                                  |                                  |  |  |                                            |                                            |                                            |                                            |                                            |                                            |  |  |                                            |                                            |                                            |                                            |                                            |                                            |  |  |          |          |          |          |          |          |  |  |  |  |  |  |  |  |  |  |  |  |  |  |  |  |  |  |  |  |  |  |  |  |  |  |  |  |  |  |  |  |  |  |  |  |  |  |  |  |  |  |  |  |  |  |  |  |  |  |  |  |  |  |  |  |
|                                  |                                  |                                  |                                  |                                  |                                  |  |  |                                       |                                       |                                       |                                       |                                       |                                       |  |  |                                     |                                     |                                     |                                     |                                     |                                     |  |  |                                            |                                            |                                            |                                            |                                            |                                            |  |  |                               |                               |                               |                               |                               |                               |  |  |                                  |                                  |                                  |                                  |                                  |                                  |  |  |                                            |                                            |                                            |                                            |                                            |                                            |  |  |                                            |                                            |                                            |                                            |                                            |                                            |  |  |          |          |          |          |          |          |  |  |  |  |  |  |  |  |  |  |  |  |  |  |  |  |  |  |  |  |  |  |  |  |  |  |  |  |  |  |  |  |  |  |  |  |  |  |  |  |  |  |  |  |  |  |  |  |  |  |  |  |  |  |  |  |
| Hervé                            | Hervé                            | Hervé                            | Hervé                            | Hervé                            | Hervé                            |  |  |                                       |                                       |                                       |                                       |                                       |                                       |  |  | Rotruda                             | Rotruda                             | Rotruda                             | Rotruda                             | Rotruda                             | Rotruda                             |  |  | Rorgó I del Maine († 840) comte de Maine   | Rorgó I del Maine († 840) comte de Maine   | Rorgó I del Maine († 840) comte de Maine   | Rorgó I del Maine († 840) comte de Maine   | Rorgó I del Maine († 840) comte de Maine   | Rorgó I del Maine († 840) comte de Maine   |  |  | Bilchilda                     | Bilchilda                     | Bilchilda                     | Bilchilda                     | Bilchilda                     | Bilchilda                     |  |  |                                  |                                  |                                  |                                  |                                  |                                  |  |  |                                            |                                            |                                            |                                            |                                            |                                            |  |  | Gausbert del Maine († 853) comte del Maine | Gausbert del Maine († 853) comte del Maine | Gausbert del Maine († 853) comte del Maine | Gausbert del Maine († 853) comte del Maine | Gausbert del Maine († 853) comte del Maine | Gausbert del Maine († 853) comte del Maine |  |  |          |          |          |          |          |          |  |  |  |  |  |  |  |  |  |  |  |  |  |  |  |  |  |  |  |  |  |  |  |  |  |  |  |  |  |  |  |  |  |  |  |  |  |  |  |  |  |  |  |  |  |  |  |  |  |  |  |  |  |  |  |  |
| Hervé                            | Hervé                            | Hervé                            | Hervé                            | Hervé                            | Hervé                            |  |  |                                       |                                       |                                       |                                       |                                       |                                       |  |  | Rotruda                             | Rotruda                             | Rotruda                             | Rotruda                             | Rotruda                             | Rotruda                             |  |  | Rorgó I del Maine († 840) comte de Maine   | Rorgó I del Maine († 840) comte de Maine   | Rorgó I del Maine († 840) comte de Maine   | Rorgó I del Maine († 840) comte de Maine   | Rorgó I del Maine († 840) comte de Maine   | Rorgó I del Maine († 840) comte de Maine   |  |  | Bilchilda                     | Bilchilda                     | Bilchilda                     | Bilchilda                     | Bilchilda                     | Bilchilda                     |  |  |                                  |                                  |                                  |                                  |                                  |                                  |  |  |                                            |                                            |                                            |                                            |                                            |                                            |  |  | Gausbert del Maine († 853) comte del Maine | Gausbert del Maine († 853) comte del Maine | Gausbert del Maine († 853) comte del Maine | Gausbert del Maine († 853) comte del Maine | Gausbert del Maine († 853) comte del Maine | Gausbert del Maine († 853) comte del Maine |  |  |          |          |          |          |          |          |  |  |  |  |  |  |  |  |  |  |  |  |  |  |  |  |  |  |  |  |  |  |  |  |  |  |  |  |  |  |  |  |  |  |  |  |  |  |  |  |  |  |  |  |  |  |  |  |  |  |  |  |  |  |  |  |
|                                  |                                  |                                  |                                  |                                  |                                  |  |  |                                       |                                       |                                       |                                       |                                       |                                       |  |  |                                     |                                     |                                     |                                     |                                     |                                     |  |  |                                            |                                            |                                            |                                            |                                            |                                            |  |  |                               |                               |                               |                               |                               |                               |  |  |                                  |                                  |                                  |                                  |                                  |                                  |  |  |                                            |                                            |                                            |                                            |                                            |                                            |  |  |                                            |                                            |                                            |                                            |                                            |                                            |  |  |          |          |          |          |          |          |  |  |  |  |  |  |  |  |  |  |  |  |  |  |  |  |  |  |  |  |  |  |  |  |  |  |  |  |  |  |  |  |  |  |  |  |  |  |  |  |  |  |  |  |  |  |  |  |  |  |  |  |  |  |  |  |
|                                  |                                  |                                  |                                  |                                  |                                  |  |  |                                       |                                       |                                       |                                       |                                       |                                       |  |  |                                     |                                     |                                     |                                     |                                     |                                     |  |  |                                            |                                            |                                            |                                            |                                            |                                            |  |  |                               |                               |                               |                               |                               |                               |  |  |                                  |                                  |                                  |                                  |                                  |                                  |  |  |                                            |                                            |                                            |                                            |                                            |                                            |  |  |                                            |                                            |                                            |                                            |                                            |                                            |  |  |          |          |          |          |          |          |  |  |  |  |  |  |  |  |  |  |  |  |  |  |  |  |  |  |  |  |  |  |  |  |  |  |  |  |  |  |  |  |  |  |  |  |  |  |  |  |  |  |  |  |  |  |  |  |  |  |  |  |  |  |  |  |
| Renald († 843) comte d'Herbauges | Renald († 843) comte d'Herbauges | Renald († 843) comte d'Herbauges | Renald († 843) comte d'Herbauges | Renald († 843) comte d'Herbauges | Renald († 843) comte d'Herbauges |  |  | (Adeltruda) x Gerard comte d'Alvèrnia | (Adeltruda) x Gerard comte d'Alvèrnia | (Adeltruda) x Gerard comte d'Alvèrnia | (Adeltruda) x Gerard comte d'Alvèrnia | (Adeltruda) x Gerard comte d'Alvèrnia | (Adeltruda) x Gerard comte d'Alvèrnia |  |  | Lluís (abat de Saint-Denis) († 867) | Lluís (abat de Saint-Denis) († 867) | Lluís (abat de Saint-Denis) († 867) | Lluís (abat de Saint-Denis) († 867) | Lluís (abat de Saint-Denis) († 867) | Lluís (abat de Saint-Denis) († 867) |  |  | Rorgó II del Maine († 866) comte del Maine | Rorgó II del Maine († 866) comte del Maine | Rorgó II del Maine († 866) comte del Maine | Rorgó II del Maine († 866) comte del Maine | Rorgó II del Maine († 866) comte del Maine | Rorgó II del Maine († 866) comte del Maine |  |  | Gauslí († 886) bisbe de Paris | Gauslí († 886) bisbe de Paris | Gauslí († 886) bisbe de Paris | Gauslí († 886) bisbe de Paris | Gauslí († 886) bisbe de Paris | Gauslí († 886) bisbe de Paris |  |  | Gausfred († 877) comte del Maine | Gausfred († 877) comte del Maine | Gausfred († 877) comte del Maine | Gausfred († 877) comte del Maine | Gausfred († 877) comte del Maine | Gausfred († 877) comte del Maine |  |  | (Bilquilda) x Bernat II de Poitiers (†845) | (Bilquilda) x Bernat II de Poitiers (†845) | (Bilquilda) x Bernat II de Poitiers (†845) | (Bilquilda) x Bernat II de Poitiers (†845) | (Bilquilda) x Bernat II de Poitiers (†845) | (Bilquilda) x Bernat II de Poitiers (†845) |  |  | Teodrad                                    | Teodrad                                    | Teodrad                                    | Teodrad                                    | Teodrad                                    | Teodrad                                    |  |  | Gauslí   | Gauslí   | Gauslí   | Gauslí   | Gauslí   | Gauslí   |  |  |  |  |  |  |  |  |  |  |  |  |  |  |  |  |  |  |  |  |  |  |  |  |  |  |  |  |  |  |  |  |  |  |  |  |  |  |  |  |  |  |  |  |  |  |  |  |  |  |  |  |  |  |  |  |
| Renald († 843) comte d'Herbauges | Renald († 843) comte d'Herbauges | Renald († 843) comte d'Herbauges | Renald († 843) comte d'Herbauges | Renald († 843) comte d'Herbauges | Renald († 843) comte d'Herbauges |  |  | (Adeltruda) x Gerard comte d'Alvèrnia | (Adeltruda) x Gerard comte d'Alvèrnia | (Adeltruda) x Gerard comte d'Alvèrnia | (Adeltruda) x Gerard comte d'Alvèrnia | (Adeltruda) x Gerard comte d'Alvèrnia | (Adeltruda) x Gerard comte d'Alvèrnia |  |  | Lluís (abat de Saint-Denis) († 867) | Lluís (abat de Saint-Denis) († 867) | Lluís (abat de Saint-Denis) († 867) | Lluís (abat de Saint-Denis) († 867) | Lluís (abat de Saint-Denis) († 867) | Lluís (abat de Saint-Denis) († 867) |  |  | Rorgó II del Maine († 866) comte del Maine | Rorgó II del Maine († 866) comte del Maine | Rorgó II del Maine († 866) comte del Maine | Rorgó II del Maine († 866) comte del Maine | Rorgó II del Maine († 866) comte del Maine | Rorgó II del Maine († 866) comte del Maine |  |  | Gauslí († 886) bisbe de Paris | Gauslí († 886) bisbe de Paris | Gauslí († 886) bisbe de Paris | Gauslí († 886) bisbe de Paris | Gauslí († 886) bisbe de Paris | Gauslí († 886) bisbe de Paris |  |  | Gausfred († 877) comte del Maine | Gausfred († 877) comte del Maine | Gausfred († 877) comte del Maine | Gausfred († 877) comte del Maine | Gausfred († 877) comte del Maine | Gausfred († 877) comte del Maine |  |  | (Bilquilda) x Bernat II de Poitiers (†845) | (Bilquilda) x Bernat II de Poitiers (†845) | (Bilquilda) x Bernat II de Poitiers (†845) | (Bilquilda) x Bernat II de Poitiers (†845) | (Bilquilda) x Bernat II de Poitiers (†845) | (Bilquilda) x Bernat II de Poitiers (†845) |  |  | Teodrad                                    | Teodrad                                    | Teodrad                                    | Teodrad                                    | Teodrad                                    | Teodrad                                    |  |  | Gauslí   | Gauslí   | Gauslí   | Gauslí   | Gauslí   | Gauslí   |  |  |  |  |  |  |  |  |  |  |  |  |  |  |  |  |  |  |  |  |  |  |  |  |  |  |  |  |  |  |  |  |  |  |  |  |  |  |  |  |  |  |  |  |  |  |  |  |  |  |  |  |  |  |  |  |
|                                  |                                  |                                  |                                  |                                  |                                  |  |  |                                       |                                       |                                       |                                       |                                       |                                       |  |  |                                     |                                     |                                     |                                     |                                     |                                     |  |  |                                            |                                            |                                            |                                            |                                            |                                            |  |  |                               |                               |                               |                               |                               |                               |  |  |                                  |                                  |                                  |                                  |                                  |                                  |  |  |                                            |                                            |                                            |                                            |                                            |                                            |  |  |                                            |                                            |                                            |                                            |                                            |                                            |  |  |          |          |          |          |          |          |  |  |  |  |  |  |  |  |  |  |  |  |  |  |  |  |  |  |  |  |  |  |  |  |  |  |  |  |  |  |  |  |  |  |  |  |  |  |  |  |  |  |  |  |  |  |  |  |  |  |  |  |  |  |  |  |
| Hervé († 844)                    | Hervé († 844)                    | Hervé († 844)                    | Hervé († 844)                    | Hervé († 844)                    | Hervé († 844)                    |  |  | Ragenold († 885) marquès de Nèustria  | Ragenold († 885) marquès de Nèustria  | Ragenold († 885) marquès de Nèustria  | Ragenold († 885) marquès de Nèustria  | Ragenold († 885) marquès de Nèustria  | Ragenold († 885) marquès de Nèustria  |  |  |                                     |                                     |                                     |                                     |                                     |                                     |  |  | Gausfred comte esmentat el 886             | Gausfred comte esmentat el 886             | Gausfred comte esmentat el 886             | Gausfred comte esmentat el 886             | Gausfred comte esmentat el 886             | Gausfred comte esmentat el 886             |  |  | Hervé comte esmentat el 912   | Hervé comte esmentat el 912   | Hervé comte esmentat el 912   | Hervé comte esmentat el 912   | Hervé comte esmentat el 912   | Hervé comte esmentat el 912   |  |  | Gausbert comte esmentat el 912   | Gausbert comte esmentat el 912   | Gausbert comte esmentat el 912   | Gausbert comte esmentat el 912   | Gausbert comte esmentat el 912   | Gausbert comte esmentat el 912   |  |  | Gauslí II († 926) comte del Maine          | Gauslí II († 926) comte del Maine          | Gauslí II († 926) comte del Maine          | Gauslí II († 926) comte del Maine          | Gauslí II († 926) comte del Maine          | Gauslí II († 926) comte del Maine          |  |  |                                            |                                            |                                            |                                            |                                            |                                            |  |  | Riquilda | Riquilda | Riquilda | Riquilda | Riquilda | Riquilda |  |  |  |  |  |  |  |  |  |  |  |  |  |  |  |  |  |  |  |  |  |  |  |  |  |  |  |  |  |  |  |  |  |  |  |  |  |  |  |  |  |  |  |  |  |  |  |  |  |  |  |  |  |  |  |  |